# Peter Akinder
Peter Akinder, född 19 juni 1970 i Kalmar är en svensk socialdemokratisk politiker, pressekreterare samt sedan oktober 2007 politisk redaktör och ledarskribent på den socialdemokratiska tidningen Östra Småland/Nyheterna. Han var från  februari 2009 tidningens politiske chefredaktör. 2019 lades tidningarna ner. 
Sedan januari 2020 är Akinder ordförande i samhällsbyggnadsnämnden och kommunstyrelsens planutskott i Kalmar kommun.
Tidigare har Akinder varit bland annat Göran Perssons pressekreterare och talskrivare, socialdemokraternas presschef i riksdagen samt politiskt sakkunnig hos Mona Sahlin och Björn Rosengren samt pressekreterare hos Anders Sundström. Dessförinnan var han bland annat pressekreterare på SSU:s förbundsexpedition, ledamot av SSU:s förbundsstyrelse och ordförande i Kalmar läns SSU-distrikt.